# Miho Takagi
Miho Takagi (jap. 高木 美帆 Takagi Miho; ur. 22 maja 1994 w Makubetsu na Hokkaido) – japońska panczenistka, siedmiokrotna medalistka olimpijska (2018–2022), wielokrotna medalistka mistrzostw świata i wielokrotna zdobywczyni Pucharu Świata.

## Kariera
Pierwszy sukces w karierze Miho Takagi osiągnęła w 2009 roku, kiedy zdobyła srebrny medal w biegu drużynowym podczas mistrzostw świata juniorów w Zakopanem. Wynik ten powtórzyła rok później, na mistrzostwach świata juniorów w Moskwie oraz na mistrzostwach świata juniorów w Seinäjoki w 2011 roku. W międzyczasie wystartowała na igrzyskach olimpijskich w Vancouver, zajmując 23. miejsce w biegu na 1500 m i 35. miejsce na 1000 m. Kolejne medale zdobyła na mistrzostwach świata juniorów w Obihiro zdobyła złote medale w wieloboju i biegu na 1000 m, srebrny w biegu drużynowym oraz brązowy w biegu na 500 m. Najlepsze wyniki osiągnęła podczas mistrzostw świata juniorów w Collalbo w 2013 roku, gdzie zwyciężyła w wieloboju, biegu drużynowym i biegu na 1500 m, a w biegach na 1000 i 3000 m była druga. Na dystansowych mistrzostwach świata w Heerenveen w 2015 roku wspólnie z Ayaką Kikuchi i Naną Takagi zdobyła złoty medal w zawodach drużynowych. Rok później, na dystansowych mistrzostwach świata w Kołomnie była druga w drużynie oraz trzecia w starcie masowym. Ponadto podczas dystansowych mistrzostw świata w Gangneung w 2017 roku ponownie była druga w drużynie, a w biegu na 1500 m była trzecia. 
W 2017 roku zdobyła swój pierwszy medal w wieloboju, zajmując trzecie miejsce podczas wielobojowych mistrzostw świata w Hamar. Wyprzedziły ją tylko Holenderka Ireen Wüst i Czeszka Martina Sáblíková.
Wielokrotnie stawała na podium zawodów Pucharu Świata. W sezonie 2016/2017 była druga w klasyfikacji generalnej oraz klasyfikacji 1000 m, a w klasyfikacji 1500 m była trzecia, w sezonie 2017/2018 zwyciężyła w klasyfikacji generalnej oraz na dystansie 1500 metrów. 